# Yilliminning River
Yilliminning River är ett vattendrag i Australien. Det ligger i delstaten Western Australia, omkring 190 kilometer sydost om delstatshuvudstaden Perth.
Trakten runt Yilliminning River består till största delen av jordbruksmark. Trakten runt Yilliminning River är nära nog obefolkad, med mindre än två invånare per kvadratkilometer. Genomsnittlig årsnederbörd är 518 millimeter. Den regnigaste månaden är september, med i genomsnitt 95 mm nederbörd, och den torraste är februari, med 5 mm nederbörd.